# Slănic (sit SCI)
Slănic este o arie protejată (arie specială de conservare — SAC, sit de importanță comunitară — SCI) din România, desemnată în scopul protejării biodiversității și menținerii într-o stare de conservare favorabilă a florei spontane și faunei sălbatice, precum și a habitatelor naturale de interes comunitar aflate în arealul zonei de protecție. Acesta este situat în sud-vestul Moldovei, pe teritoriul județului Bacău.

## Localizare
Aria naturală se întinde în partea sud-vestică a județului Bacău (aproape de limita teritorială cu județul Covasna), pe teritoriul administrativ al orașului Slănic-Moldova și pe cel al comunei Dofteana. Situl este străbătut de drumul național DN12B, care leagă orașul Târgu Ocna de Slănic-Moldova.

## Înființare
Zona a fost declarată sit de importanță comunitară prin Ordinul Ministerului Mediului și Dezvoltării Durabile Nr.1964 din 13 decembrie 2007 (privind instituirea regimului de arie naturală protejată a siturilor de importanță comunitară, ca parte integrantă a rețelei ecologice europene Natura 2000 în România) și se întinde pe o suprafață de 1.393,4 hectare. Situl a fost protejat și ca arie specială de conservare în mai 2022.

## Biodiversitate

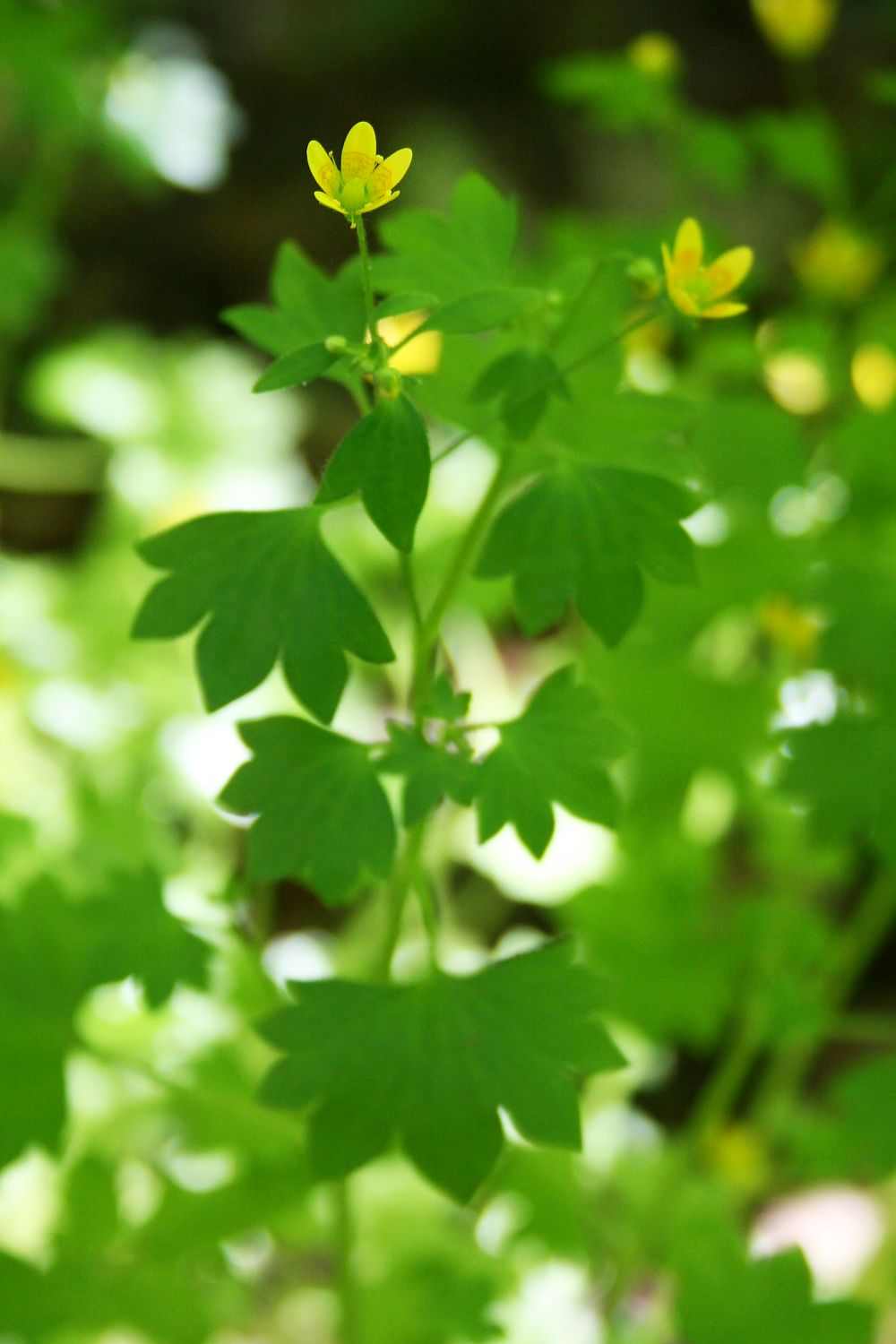
Saxifraga cymbalaria

Situl reprezintă o zonă montană încadrată în bioregiune alpină a Munților Nemira (grupă muntoasă a Carpaților Moldo-Transilvani, aparținând de lanțul muntos al Carpaților Orientali); ce conservă habitate naturale de tip: Fânețe montane, Păduri de fag de tip Asperulo-Fagetum, Păduri de fag de tip Luzulo-Fagetum, Păduri acidofile de Picea abies din regiunea montană (Vaccinio-Piceetea) și Vegetație lemnoasă cu Myricaria germanica de-a lungul râurilor montane și protejază specii importante din fauna și flora Orientalilor.
La baza desemnării sitului se află ivorașul-cu-burta-galbenă (o broască din specia Bombina variegata aflată pe lista roșie a IUCN), inclus în anexa I-a a Directivei Consiliului European 92/43/CE din 21 mai 1992 (privind conservarea habitatelor naturale și a speciilor de faună și floră sălbatică), alături de care viețuiesc mai multe specii rare de reptile: șarpele lui Esculap (Elaphe longissima), șopârla de munte (Lacerta vivipara), vipera (Vipera berus), șopârlă de câmp (Lacerta agilis); amfibieni: tritonul de munte (Triturus alpestris), salamandra de foc (Salamandra salamandra), brotacul-verde-de-copac (Hyla arborea), broasca roșie de munte (Rana temporaria), broasca râioasă brună (Bufo bufo) și insecte din speciile: Nemoura fusca, Chloroperla kisi, Protonemura aestiva, Isophya brevipennis, Allogamus dacicus, Annitella lateroproducta, Drusus brunneus sau Hyloniscus siculus.
La nivelul ierburilor este semnalată prezența mai multor specii floristice, printre care: omag (Aconitum moldavicum și Aconitum toxicum), breabăn (Cardamine glanduligera), cădelniță (Campanula carpatica), crucea voinicului (Hepatica transsilvanica), piciorul-cocoșului (Ranunculus carpaticus), sau Saxifraga cymbalaria, specie endemică pentru Nemira.

## Căi de acces
- Drumul național DN12B pe ruta: Târgu Ocna - Cireșoaia - Slănic-Moldova.

## Monumente și atracții turistice
În vecinătatea sitului se află numeroase obiective de interes istoric, cultural și turistic; astfel:

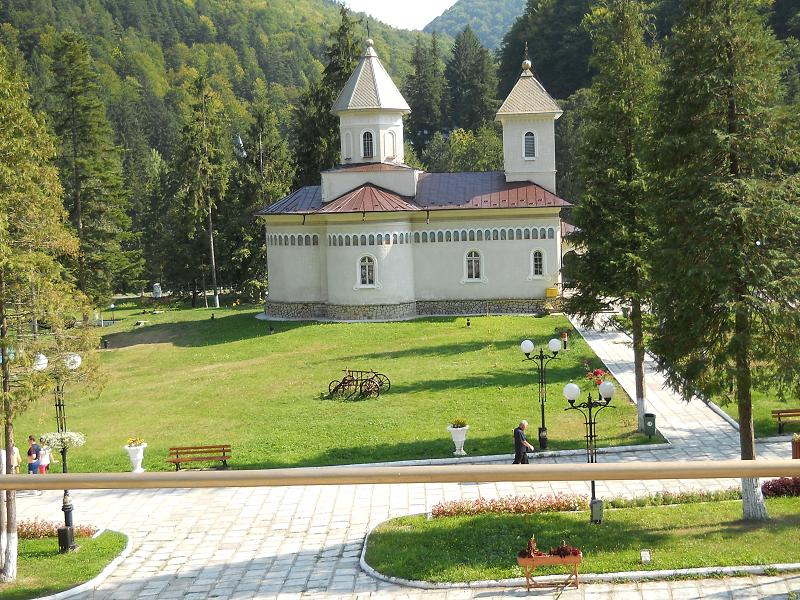
Biserica ortodoxă din Slănic-Moldova

- Biserica ortodoxă din Slănic-Moldova.
- Biserica de lemn "Sfântul Gheorghe" din orașul Târgu Ocna, construcție 1761, monument istoric.
- Ansamblul bisericii "Cuvioasa Paraschiva" din Târgu Ocna (biserica de lemn și clopotnița), construcție sec. XVII-XIX, monument istoric.
- Ansamblul bisericii "Sf. Nicolae" din Târgu Ocna (biserica și zidul de incintă), construcție 1580, transformări în 1768 și 1883, monument istoric.
- Biserica "Sf. Ioan Botezătorul" din Târgu Ocna, construcție 1815, monument istoric.
- Biserica "Adormirea Maicii Domnului" - Precista din Târgu Ocna, construcție 1683, refăcută 1860, monument istoric.
- Ansamblul castelului Ghika din Dofteana (castelul și parcul), construcție secolul al XIX-lea, monument istoric.
- Fosta primărie din Slănic-Moldova, construcție 1870-1890, monument istoric.
- Cazinoul din Slănic-Moldova, construcție 1894, monument istoric.
- Izvoarele de ape minerale (din stațiunea Slănic Moldova) carbonate, bicarbonatate, sulfuroase, clorate, sodice, hiper și  hipotonice; descoperite încă din anul 1801.
- Rezervația naturală Nemira